# Peter Abbott (Admiral)

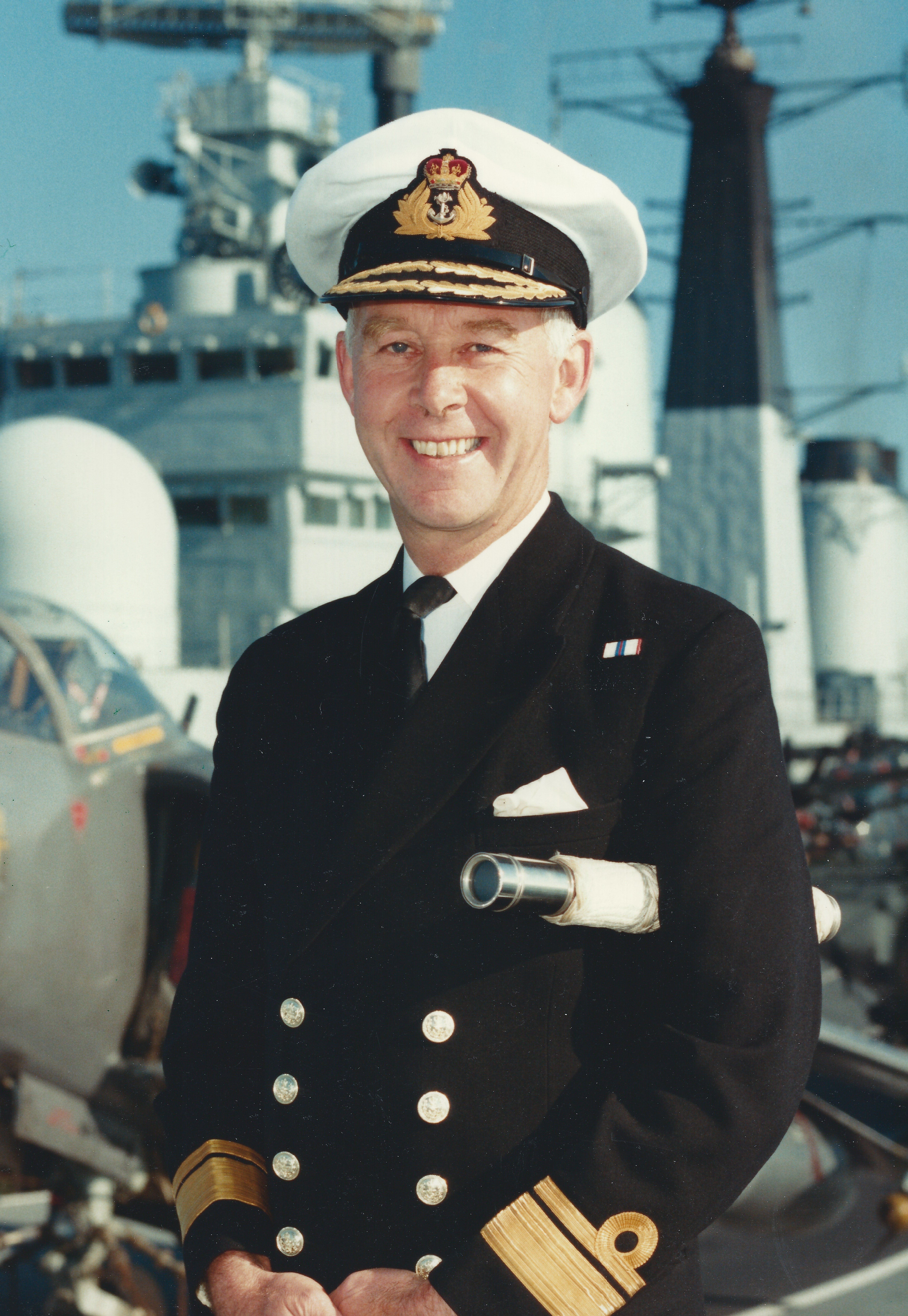
Admiral Peter Abbott

Sir Peter Charles Abbott, GBE, KCB (* 12. Februar 1942; † 28. September 2015) war britischer Seeoffizier der Royal Navy, der unter anderem als Admiral zwischen 1995 und 1997 Oberkommandierender der Flotte (Commander-in-Chief Fleet) sowie von 1997 bis 2001 Vize-Chef des Verteidigungsstabes (Vice-Chief of the Defence Staff) war. Er war ferner zwischen 2001 und 2006 Mitglied der Commonwealth War Graves Commission sowie von 2011 bis zu seinem Tode 2015 Wappenkönig (King of Arms) des Order of the British Empire.

## Leben

### Offiziersausbildung, Seeoffizier und Flaggoffizier
Peter Charles Abbott, Sohn von Lieutenant-Colonel Dennis Abbott und dessen Ehefrau Delphine McConaghey, begann nach dem Besuch der St. Edward’s School in Oxford ein Studium am Queens’ College der University of Cambridge. Er absolvierte zunächst eine Ausbildung zum Reserveoffizier und wurde 1963 Second Lieutenant der Freiwilligenreserve der Royal Marines (Royal Marine Forces Volunteer Reserve). 1964 trat er als Sub-Lieutenant in die Royal Navy ein. 1966 schloss er sein Studium am Queens’ College der University of Cambridge mit einem Master of Arts (M.A.) ab und fand in den folgenden Jahren verschiedene Verwendungen als Seeoffizier und Stabsoffizier wie zum Beispiel 1972 als Kommandant des Minensuchbootes Chawton. Nach seiner Beförderung zum Commander 1975 wurde er 1976 Kommandant der Fregatte Ambuscade sowie nach seiner Beförderung zum Captain 1980 stellvertretender Kommandant (Executive Officer) des Leichten Flugzeugträgers Bulwark. Er war zwischen Mai 1983 und Dezember 1984 Commodore des 1. Fregattengeschwaders (1st Frigate Squadron) sowie zugleich auch Kommandant der Fregatte Ajax, des Flaggschiffs dieses Fregattengeschwaders. Er war ferner Januar 1986 bis August 1989 im Verteidigungsministerium (Ministry of Defence) Leiter der Abteilung Marineplanung (Director of Naval Plans).
Nach seiner Beförderung zum Rear-Admiral 1989 war Abbott zwischen August 1989 und Januar 1991 als Flaggoffizier Kommandeur der Zweiten Flottille (Flag Officer, Second Flotilla). Danach kehrte er ins Verteidigungsministerium zurück und fungierte als Nachfolger von Rear-Admiral Hugo White von Februar 1991 bis zu seiner Ablösung durch Rear-Admiral John Brigstocke im September 1993 als Assistierender Chef des Marinestabes (Assistant Chief of the Naval Staff). 1993 wurde er Vice-Admiral und löste daraufhin Vice-Admiral Peter Woodhead als stellvertretender Oberster Alliierter Kommandeur Atlantik DSACLANT(Deputy Supreme Allied Commander Atlantic) ab und hatte diese Funktion bis August 1995 inne, woraufhin Vice-Admiral Ian Garnett seine Nachfolge antrat. Am 11. Juni 1994 wurde er zum Knight Commander des Order of the Bath (KCB) geschlagen, so dass er fortan den Namenszusatz „Sir“ führte. 1995 wurde er auch als Officer des US-amerikanischen Legion of Merit ausgezeichnet.

### Aufstieg zum Admiral und Wappenkönig des Order of the British Empire

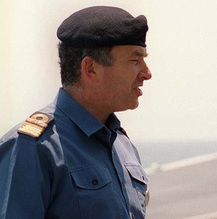
Admiral Peter Abbott (1996)

Peter Abbott wurde 1995 zum Admiral befördert. Daraufhin übernahm er im Oktober 1995 abermals als Nachfolger von Admiral Hugo White den Posten als Oberkommandierender der Flotte (Commander-in-Chief, The Fleet). In dieser Funktion blieb er bis September 1997 und wurde dann von Admiral Michael Boyce abgelöst. Zuletzt löste er im Oktober 1997 Air Chief Marshal John Willis als Vize-Chef des Verteidigungsstabes (Vice-Chief of the Defence Staff) ab und hatte diese Funktion im Verteidigungsministerium bis zu seinem Eintritt in den Ruhestand im Mai 2001, woraufhin Air Chief Marshal Anthony Bagnall seine dortige Nachfolge antrat. 1999 wurde er zudem zum Knight Grand Cross des Order of the British Empire (GBE) ausgezeichnet.
Nach seinem Ausscheiden aus dem aktiven militärischen Dienst engagierte sich Sir Peter Abbott zwischen 2001 und 2006 als Mitglied (Commissioner) der Commonwealth War Graves Commission (CWGC), eine Einrichtung, die in Zusammenarbeit mit der britischen Regierung für die Errichtung, Bebauung und Betreuung der britischen Soldatenfriedhöfe in den Ländern des Commonwealth of Nations verantwortlich ist. Darüber hinaus übernahm er als Nachfolger von Air Chief Marshal Patrick Hine von 2011 bis zu seinem Tode 2015 die Funktion als Wappenkönig und damit oberster Herold des Order of the British Empire (King of Arms of the Order of the British Empire). Nach seinem Tod wurde Lieutenant-General Robert Fulton Nachfolger als Wappenkönig. Er war zudem zeitweilig Vorsitzender des Kuratoriums des National Museum of the Royal Navy Portsmouth sowie Präsident der Wohltätigkeitsorganisation Marine Society & Sea Cadets.
Aus seiner 1965 geschlossenen Ehe mit Susan Philippa Grey gingen die drei Töchter Lucinda Abbott, Victoria Abbott und Alexandra Abbott hervor.